# Мондренвиль
Мондренви́ль (фр. Mondrainville) — коммуна во Франции, находится в регионе Нижняя Нормандия. Департамент коммуны — Кальвадос. Входит в состав кантона Тийи-сюр-Сёль. Округ коммуны — Кан.
Код INSEE коммуны — 14438.

## Население
Население коммуны на 2010 год составляло 461 человек.
| 1962 | 1968 | 1975 | 1982 | 1990 | 1999 | 2010 |
| ---- | ---- | ---- | ---- | ---- | ---- | ---- |
| 145  | 120  | 144  | 228  | 315  | 409  | 461  |

## Экономика
В 2010 году среди 302 человек трудоспособного возраста (15—64 лет) 224 были экономически активными, 78 — неактивными (показатель активности — 74,2 %, в 1999 году было 78,2 %). Из 224 активных жителей работали 210 человек (106 мужчин и 104 женщины), безработных было 14 (6 мужчин и 8 женщин). Среди 78 неактивных 26 человек были учениками или студентами, 41 — пенсионерами, 11 были неактивными по другим причинам.